# Cece (Ungheria)
Cece è un comune dell'Ungheria di 2.821 abitanti (dati 2001). È situato nella contea di Fejér.